# Singkawang

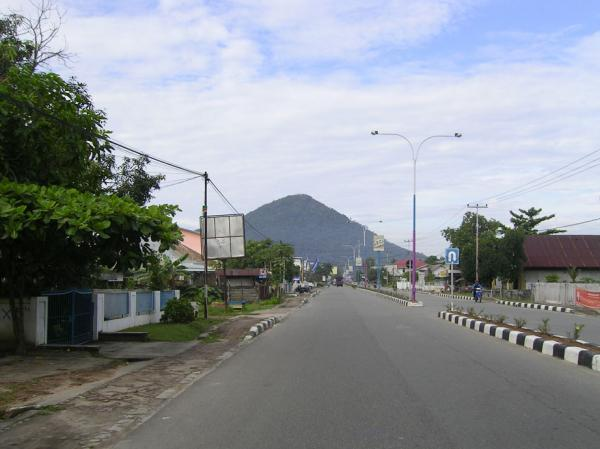
Singkawang town, West Kalimantan, Indonesia

Singkawang là một thành phố thuộc tỉnh Tây Kalimantan của Indonesia. Thành phố này có diện tích  km², dân số thời điểm năm 2007 là 197.079 người.  Thành phố Singkawang nằm 145 km về phía bắc của Pontianak. Thành phố này được lập vào ngày 21 tháng 6 năm 2001. Kinh tế chủ yếu dựa vào ngành công nghiệp, thương mại. Thành phố được bao quanh bởi Pasi, Poteng và núi Sakok. Đây là một trung tâm thương mại, giáo dục, giao thông của tỉnh.